# Больверк
Больве́рк, болверк (нід. bolwerk, можливо від сер.-в.-нім. bole — «брус, стовбур» і werc — «споруда») або больворок — кам'яна інженерна гідротехнічна споруда, призначена для захисту морського берега від руйнівної дії хвиль, а також один з видів фортифікаційних споруд.

## Больверк в гідротехніці
Больверки будуються з крутими або пологими береговими укосами, а також існують одночасно і з крутими, і з пологими, і в цьому випадку називаються змішаними больверками.
- Больверками з пологим укосом називають ті, що мають укіс 1:3 та менше. Вони розташовуються паралельно берегу і складаються з земляного або кам'яного насипу, облицьований добре припасованими каменями розміром не менше двох третин висоти хвилі. Підошву укосу закруглюють дещо догори для опору підмиву бурунів[7]. Для того щоб буруни не підіймалися до верху споруди або не перекочувалися через нього, відкоси виводяться не по прямій, а по увігнутій кривій. Угорі роблять берму, облицьовану великим каменем, і виводять парапет, настільки віддалений від верху укосу, щоб вершина його була нижче продовження лінії укосу, якщо останній прямолінійний. Ряд горизонтальних уступів, що перемежовуються з укосами 1:3, як і уступи, добре розбиває хвилі і зменшує їх силу. Найбільші камені слід укладати в половині висоти припливу, де бувають самі сильні удари хвиль. Коли больверк будується на великій глибині, то відкіс нижче найнижчого горизонту води рекомендується давати 1:3, а вище — 1:10.
- Больверки з крутими укосами називаються також морськими стінами і виводяться з бута на цементному розчині, з облицовкою стіни, зверненої до моря, тесаним каменем. Важлива хороше притісування каменю і повнота цементного шва, щоб він був непроникний для води, яка своїм тиском сприяє руйнуванню кладки через нещільні шви. Іноді підмиваючу дію хвиль зменшують, роблячи поверхню стіни з уступами, які перешкоджають стрімкому падінню води.
- Змішані больверки роблять з метою скорочення витрат на спорудження прямовисних стін на великій глибині. Обидва вищеописані способи об'єднуються, а саме: до горизонту низьких вод роблять укіс 1:3, а вище влаштовують широку горизонтальну берму[8] і на ній вже виводиться прямовисна стіна на відстані, рівній подвоєній довжині пологого схилу, а іноді і потроєній.

## Больверк у фортифікації
У XVIII столітті так іменувалися також спеціальні бастіони, однак у військовій справі цей термін вже практично не використовується і лише зрідка зустрічається в історико-технічній літературі. Від bolwerk (через проміжні середньофранцузькі форми bollevart, boulevars, bolevers, bollewerc) походить і слово «бульвар».